# 모바일 게임의 역사

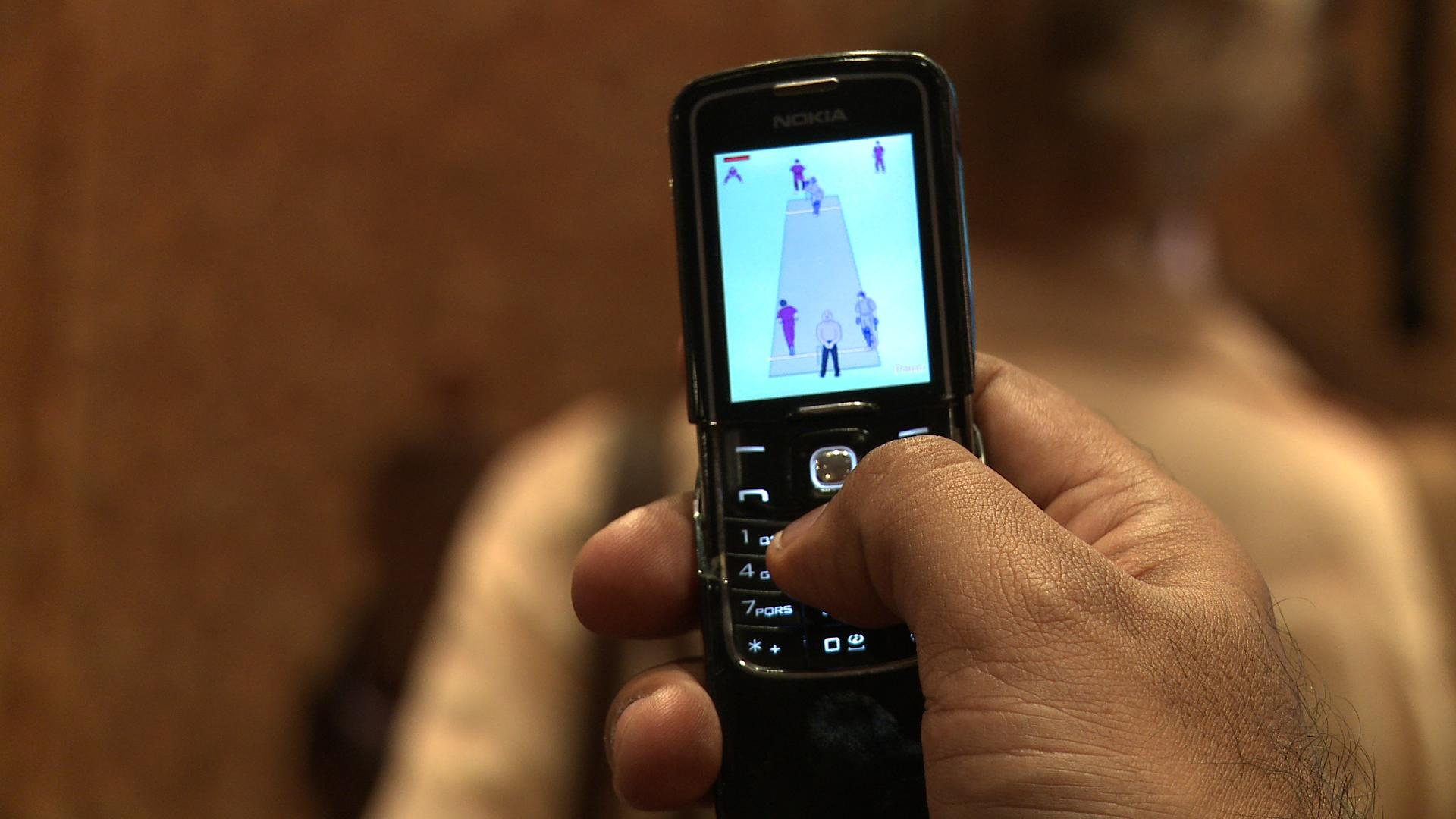
노키아 휴대폰으로 게임을 하는 사람

모바일 게임의 대중화는 1997년에 노키아 피처폰에 미리 설치된 스네이크가 출시되면서 시작되었으며, 이러한 장치에서 게임의 실용성을 보여주었다. 여러 모바일 기기 제조업체들은 스네이크의 성공에 힘입어 미리 설치된 게임들을 포함시켰다. 1999년 일본에서 I-모드 서비스가 도입되면서 다양한 고급 모바일 게임을 스마트폰에 다운로드할 수 있게 되었지만, 이 서비스는 주로 일본에 국한되었다. 2000년대 초에는 서구 휴대폰의 기술 사양도 다운로드 가능한 애플리케이션(게임 포함)을 지원할 수 있을 만큼 성숙했지만, 서로 다른 기기, 운영 환경 및 배급사 간의 시장 분열로 인해 주류 채택은 계속해서 방해받았다.
아이폰과 전용 앱 스토어의 도입은 모든 규모의 개발자가 인기 있는 스마트폰용 게임을 개발하고 출시할 수 있는 표준적인 수단을 제공했다. 2008년 앱 스토어 출시 이후 앱 개발자들의 몇몇 초기 성공 사례는 많은 개발자들을 이 플랫폼에 투자하도록 유인했다. 대부분의 초기 게임은 프리미엄(일회성 결제) 타이틀로 출시되었지만, 2009년 10월 인앱 구매의 추가로 게임은 다른 모델을 시도할 수 있게 되었다. 앵그리버드와 컷 더 로프는 무료 체험과 광고 지원 게임을 조합하여 눈에 띄는 성공을 거두었다. 애플의 앱 스토어 성공은 모바일 환경을 극적으로 변화시켰고, 몇 년 안에 안드로이드 기반 스마트폰과 구글 플레이 앱 스토어만이 지배적인 플레이어로 남게 되었다.
게임 수익화의 주요 전환점은 캔디크러쉬사가와 퍼즐앤드래곤의 도입으로 시작되었다. 이 게임들은 일반적으로 플레이어가 하루에 주어진 턴 수를 모두 소진한 후 일정 시간 동안 기다려야 하는 소셜 네트워크 게임의 게임플레이 개념을 차용하여, 인앱 구매를 통해 에너지를 새로 고칠 수 있도록 제공했다. 이 게임들은 이전에 모바일 게임 부문에서 볼 수 없었던 수익을 창출했으며, 이후 많은 프리미엄 게임의 표준이 되었다. 가장 성공적인 게임 중 상당수는 수억 명의 플레이어를 보유하고 있으며, 연간 수익이 연간 US$1억 달러를 초과하며, 상위권 게임은 US$10억 달러를 돌파한다.
최근의 트렌드로는 길건너 친구들과 같은 하이퍼 캐주얼 게임과 포켓몬 GO와 같은 위치 기반 게임이 포함된다.

## 휴대폰 이전
초기 모바일 게임의 선구자로는 휴대용 전자 게임과 초기 휴대용 비디오 게임 콘솔이 있지만, 이들 장치는 거의 유틸리티 기능 없이 항상 게임 위주로 설계되었다. 닌텐도의 요코이 군페이는 통근 열차에서 지루해하는 사업가가 계산기를 사용하여 임시 게임을 하는 것을 본 후, 디지털 시계 역할도 하는 휴대용 게임인 게임 & 워치 라인을 구상했다.
현대 스마트폰의 전신인 개인 정보 단말기 (PDA)는 1984년에 등장했으며, 초기 모델에는 1989년 샤프 위자드와 같이 내장되거나 추가 기능을 갖춘 게임이 포함되었다. 대부분의 PDA는 그래픽보다 텍스트를 표시하기 위해 설계된 저해상도 단색 LCD를 사용했기 때문에, 이러한 게임은 테트리스와 같은 블록 또는 타일 게임을 포함하여 단순한 경향이 있었다. 이러한 유형의 게임은 일부 초기 스마트폰 모델에도 이어졌지만, 1993년 하겐욱 MT-2000에서와 같이 큰 인기를 얻지는 못했다.

## 스마트폰 게임 도입 (1997년−2006년)

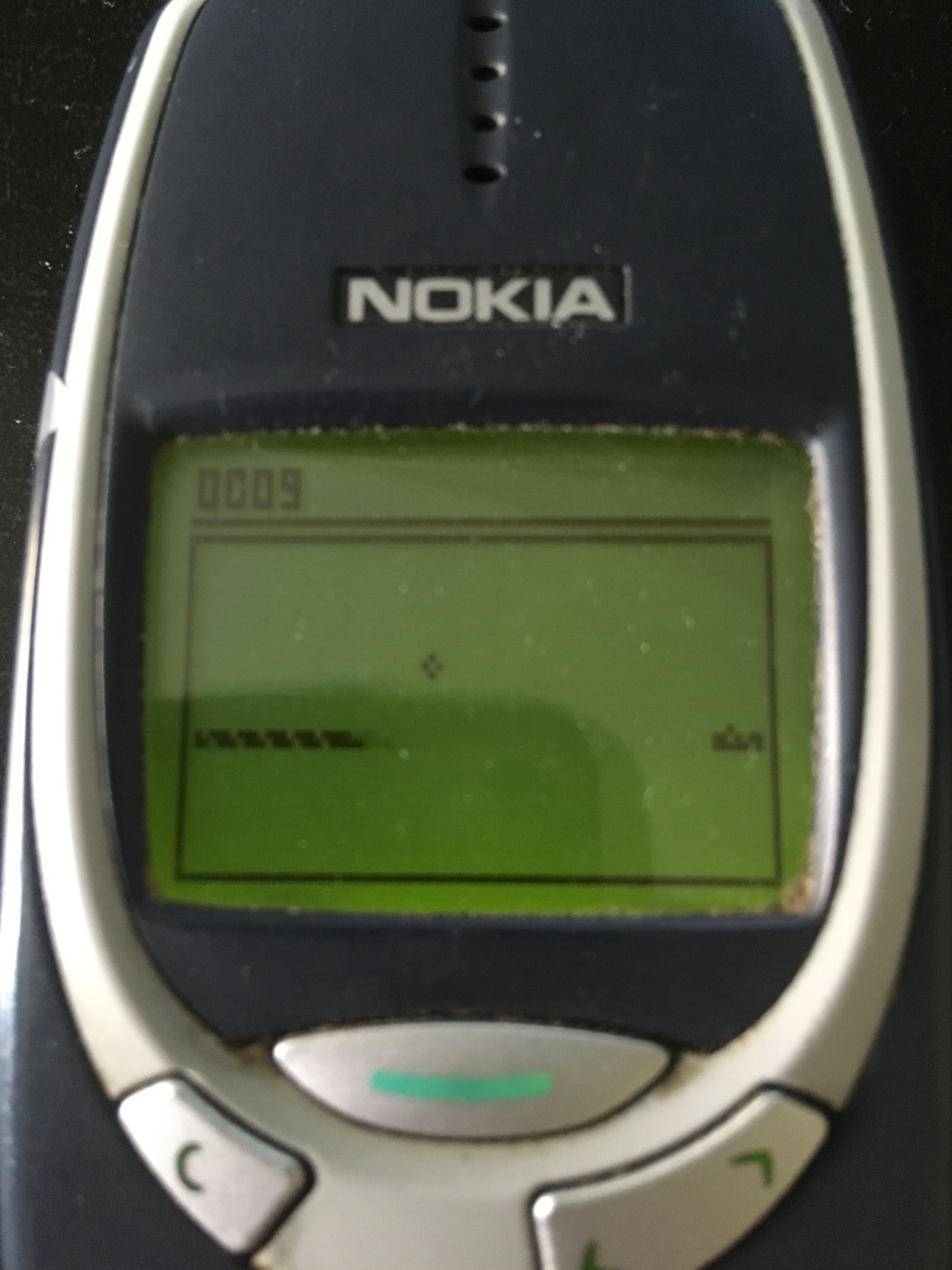
노키아 3310 휴대폰 화면에서 플레이되는 스네이크

1997년 노키아는 스네이크를 포함한 노키아 6110 휴대폰을 출시했다. 스네이크는 이 전화기의 인기 기능 중 하나였으며, 노키아는 이후 출시하는 거의 모든 전화기에 이 게임 또는 그 변형을 계속 포함시켰고, 2016년 기준으로 약 4억 대의 기기에 이 게임이 설치된 채 출하되었다.
1999년, NTT 도코모는 일본에서 i-모드 모바일 플랫폼을 출시하여 모바일 게임을 스마트폰에 다운로드할 수 있게 했다. 여러 일본 비디오 게임 개발사들이 그 해 i-모드 플랫폼용 게임을 발표했는데, 예를 들어 코나미는 연애 시뮬레이션 두근두근 메모리얼을 발표했다. 같은 해, 닌텐도와 반다이는 각각 게임보이 컬러와 원더스완과 같은 휴대용 게임기용 휴대폰 어댑터를 개발하고 있었다. 2001년까지 i-모드는 일본에서 2천만 명의 사용자를 보유했으며, 8비트 콘솔과 필적하는 그래픽을 가진 더 고급 휴대폰도 출시되었다. 타이토, 코나미, 남코, 허드슨 소프트와 같은 기존 비디오 게임 개발사의 발표와 함께 고전 아케이드 게임 및 8비트 콘솔 게임의 포트를 포함한 다양한 게임이 i-모드 서비스에서 제공되었다.
스네이크는 게임 애플리케이션을 위해 휴대폰의 기능을 확장하는 것에 대한 유효한 관심이 있음을 보여주었다. 무선 애플리케이션 프로토콜 (WAP)의 도입으로 많은 휴대폰이 제한적인 브라우저 기반 게임에 접속할 수 있었고, 나중에는 무선 통신 사업자나 제3자 유통업체로부터 구매한 새로운 앱을 휴대폰에 다운로드할 수 있게 되었다. 그러나 이 단계, 즉 2000년대 초에는 하드웨어와 소프트웨어 모두에서 기술적 불일치가 광범위했다. 휴대폰은 여전히 다양한 폼 팩터, 입력 기능 및 화면 해상도를 가지고 있었으므로, 게임 개발자들은 일반적으로 특정 소프트웨어 플랫폼 및 사용 가능한 장치의 하위 집합에 노력을 집중했다. 또한 J2ME, 어도비 플래시 라이트, DoJa, Binary Runtime Environment for Wireless (BREW)와 같은 다양한 소프트웨어 플랫폼 표준이 존재했으며, 이들의 구현은 휴대폰 제조업체 및 모델에 따라 다양하여 게임의 이식성을 더욱 제한했다. 따라서 이후 몇 년 동안 모바일 장치용 게임이 개발되었지만, 이는 제한적인 경향이 있었다. 초기 모바일 인터넷의 한계로 인해 모바일 게임의 검색 가능성은 더욱 복잡해졌다. 게임은 주로 무선 통신 사업자가 제공하는 콘텐츠 스토어("캐리어 덱")를 통해 제공되었다. 퍼블리셔는 이러한 포털에 포함될 게임의 라이선스를 얻었다. 이러한 스토어는 주로 텍스트 기반이었으며, 제품에 대한 매우 제한적인 설명이나 정교한 검색 및 탐색 기능을 제공했다. 결과적으로 통신 사업자가 홍보하는 게임(스토어 상단에 표시되는 게임)은 훨씬 더 성공하는 경향이 있었고, 아래에 나열된 다른 게임은 덱의 첫 페이지를 넘지 않는 많은 사용자에게는 보이지 않았다.
2007년 이전에는 대부분의 주요 휴대폰 개발사가 일본에 있었고 스마트폰이 인구 사이에 더 많이 보급되었기 때문에 일본이 휴대폰 게임 개발을 선도했다. 초기 카메라폰 기능을 게임 플레이의 일부로 사용하는 가상 펫 게임을 포함하여 다양한 장르가 시도되었다.
한편, 휴대용 콘솔은 여전히 제한된 스마트폰 게임에 비해 일반적으로 우수한 게임 경험을 제공했다. 닌텐도는 2001년에 널리 인기 있는 게임보이의 후속작으로 게임보이 어드밴스를 출시했다. 두 시장을 통합하기 위해 노키아는 2003년에 휴대용 콘솔과 전화기 기능을 모두 갖춘 N-게이지를 출시했다. N-게이지는 어드밴스와 유사한 비디오 게임을 제공할 수 있었지만, 2004년에 N-게이지 큐디로 재설계되었음에도 불구하고 이 장치는 상업적으로 실패했다.

## 아이폰과 앱 스토어 (2007년−2008년)

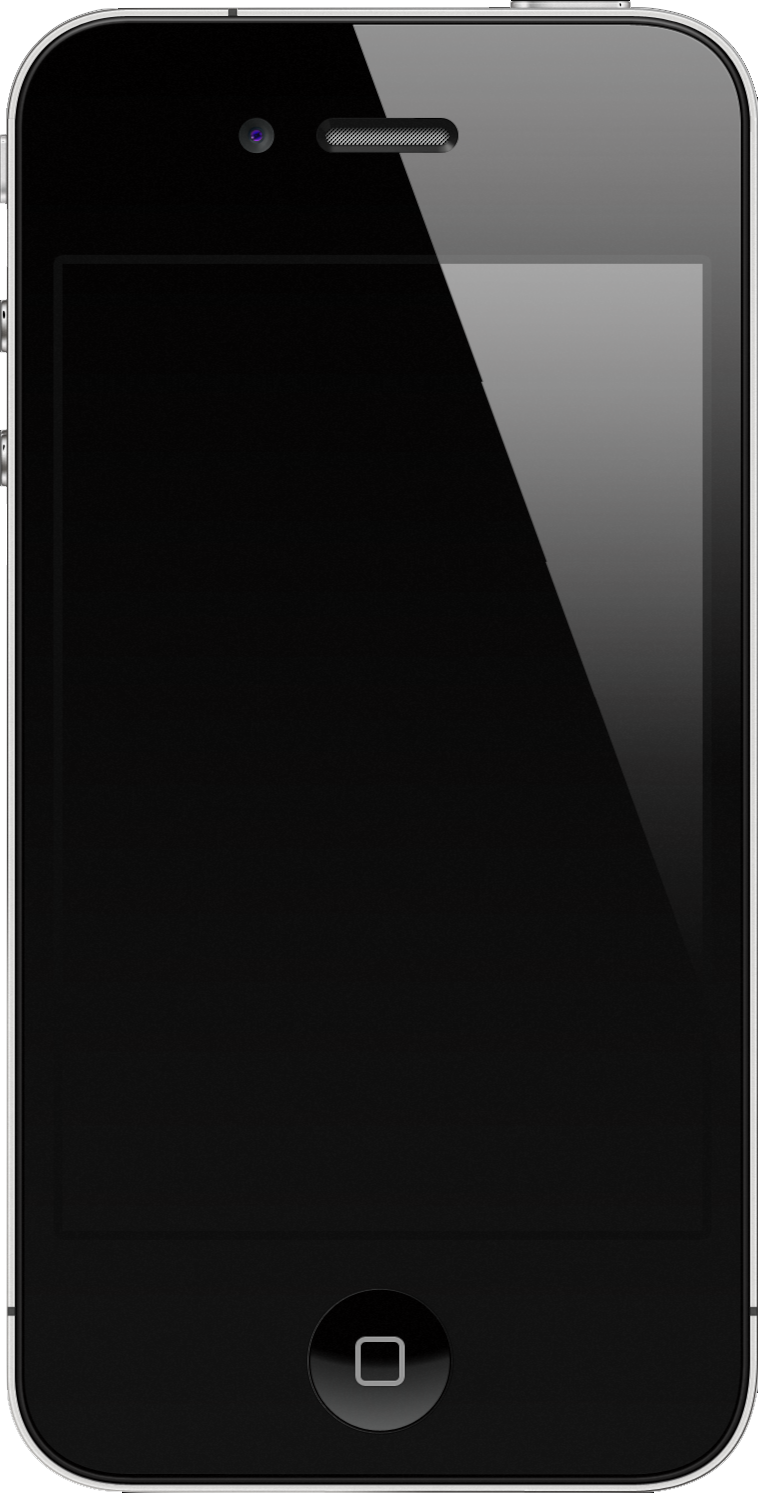
아이폰 (아이폰 4가 보임)은 스마트폰 시장과 모바일 게임 산업을 극적으로 변화시켰다.

애플 Inc.는 애플 뉴턴으로 PDA 시장의 초기 플레이어였지만, 스티브 잡스는 1998년 아이맥과 아이팟과 같은 기기에 회사의 하드웨어 초점을 맞추기 위해 이 라인을 중단했다. 잡스의 지시에 따라 동일한 팀이 아이폰을 개발하여 애플은 2007년 6월에 처음 출시했다. 아이폰의 주요 하드웨어 기능 중에는 당시 시장에 나와 있던 대부분의 다른 스마트폰에 비해 큰 RAM 크기와 더 큰 화면이 있었으며, 이는 더 복잡한 앱을 실행할 수 있게 했고, 멀티태스킹을 처리할 수 있는 새로운 운영 체제가 있었다. 아이폰은 또한 가속도계와 같은 다양한 센서를 포함했으며, 첨필이 필요 없고 손가락으로 제어할 수 있는 정전식 터치스크린도 포함되었고, 이후 모델에서는 멀티포인트 감지 지원이 추가되었다. 2008년, 아이폰 3G와 함께 애플은 아이폰 OS 소프트웨어 개발 키트를 출시하여 개발자들이 공식적으로 저렴하게 네이티브 앱을 개발할 수 있도록 했다(이전에는 웹 앱만 허용되었고 네이티브 앱은 탈옥을 통해서만 설치할 수 있었다). 이 앱들은 새로 사용할 수 있는 앱 스토어를 통해 출시될 수 있었다.
게임 개발자를 포함한 개발자들은 앱 스토어를 활용하기 위해 서둘렀다. 출시 당시에는 500개의 앱이 있었고, 6개월 후에는 15,000개 이상으로 늘어났고, 5억 건 이상의 앱 다운로드가 있었다. 이 수치는 3개월 후(2009년 3월경) 두 배로 늘어났고, 2009년 11월에는 앱 스토어에 100,000개 이상의 앱과 20억 건 이상의 다운로드가 있었다.
게임 애플리케이션은 앱 스토어에서 성공을 거둔 주요 분야 중 하나였다. 그러한 초기 성공 사례 중 하나는 앱 스토어 출시 시점에 스티브 데메터(Steve Demeter)라는 한 개인이 개발한 폰의 가속도계를 활용한 타일 매칭 게임인 트리즘이었다. 데메터는 이 게임을 US$5달러에 판매했으며, 출시 2개월 만에 US$25만달러의 수익을 올렸고, 데메터는 아이폰 개발의 수익성을 보여주는 무일푼에서 부자가 된 이야기로 크게 알려졌다. 또 다른 초기 성공은 탭러스의 탭 탭 리벤지였는데, 이 리듬 게임은 앱 스토어 출시와 동시에 출시되어 20일 만에 100만 건 이상의 다운로드를 기록했다. 유사한 이야기에 이어 수많은 소규모 개발자들이 다음 대작 게임을 출시하려고 노력했으며, 대형 게임 퍼블리셔들은 기존 카탈로그를 활용하여 가능한 한 모바일 호환 타이틀을 출시했다. 팝캡 게임스는 이미 비주얼드와 같은 컴퓨터 및 브라우저 기반 퍼즐 게임으로 성공을 거두었으며, 2009년에 제품을 모바일 버전으로 전환한 최초의 회사 중 하나로 모바일 사업을 빠르게 성장시키는 데 도움이 되었고, 이는 일렉트로닉 아츠가 2011년에 팝캡 게임스를 인수하여 모바일 및 캐주얼 게임 분야에서 경쟁할 수 있도록 했다.
게임 외에도 아이폰과 앱 스토어는 블랙베리와 심비안과 같은 대부분의 다른 스마트폰 제조업체가 더 정교한 스마트폰 환경을 구축하려는 자체 시도를 포기하게 만들었다. 블랙베리는 자체 앱 스토어를 출시하려고 시도했지만 애플만큼 성공하지 못했다. 아이폰 도입 이후 두 주요 경쟁업체만 남았는데, 구글이 개발한 운영체제를 사용하는 안드로이드 기반 기기와 마이크로소프트 윈도우 운영체제와 밀접하게 상호 운용되는 마이크로소프트의 윈도우 폰이었다. 둘 다 애플과 동일한 접근 방식을 취하여 각각 구글 플레이와 윈도우 폰 스토어에 앱 스토어를 도입했으며, 유사한 개발자 정책을 따랐다. 궁극적으로 마이크로소프트는 윈도우 폰의 적극적인 개발을 중단했고, iOS와 안드로이드가 모바일 운영체제 및 앱 스토어 시장의 주요 플레이어로 남았다.

## 앵그리버드: 프리미엄에서 무료 플레이로의 전환 (2009년–2011년)
출시 당시 iOS 앱 스토어는 아이튠즈에서 음악을 구매하는 방식과 유사하게 앱의 일회성 구매만 허용했으므로, 대부분의 게임은 게임을 선불로 구매하는 전통적인 "프리미엄" 모델로 구매되었다. 2009년 10월, 스토어는 앱 스토어 매장을 통해 거래되는 앱이 제공할 수 있는 인앱 구매(IAP)를 도입했다. 일부 기존 앱 개발자들은 이를 재빨리 활용했다. 탭러스는 이 변경 직후 새로운 노래를 얻기 위한 IAP를 포함한 탭 탭 리벤지 3를 출시했다. 유사한 IAP는 안드로이드의 구글 플레이 스토어에도 추가되었다.
2009년 12월, 로비오 엔터테인먼트는 앱 스토어에 앵그리버드를 출시했다. 이 게임은 웹 게임인 크러시 더 캐슬 등에서 영감을 받아, 돼지가 훔쳐간 알이 있는 구조물에 만화 같은 새를 발사하여 최대한 많은 피해를 주는 물리 기반 게임이었다. iOS 스토어에 출시된 이 게임은 여전히 US$0.99의 프리미엄 게임이었으며, 저렴한 가격과 애플의 2010년 2월 추천으로 인해 큰 성공을 거두며 2010년 중반에는 유료 앱 차트 상위권을 차지했다. 로비오가 이 게임을 안드로이드로 이식했을 때, 무료로 다운로드할 수 있는 광고 지원 버전을 도입했지만, 사용자는 광고를 제거하기 위해 비용을 지불할 수 있도록 하여 로비오는 IAP와 광고 모두에서 수익을 얻었다. 2010년 10월 안드로이드 출시 직후, 이는 월 약 US$4,200만달러로 추정되었다. 동시에 iOS와 안드로이드에 출시된 또 다른 게임인 컷 더 로프는 몇 개의 레벨이 있는 무료 버전을 출시하고, 게임의 나머지를 잠금 해제하기 위해 인게임 구매를 하는 모델을 따랐다. 퍼블리셔인 칠링고에 따르면, 이 게임은 당시 iOS 앱 스토어에서 가장 빠르게 판매되는 게임 중 하나였다.
모바일 게임 개발은 영어권 국가에만 국한되지 않았다. 일본과 많은 아시아 국가들도 활발한 모바일 개발 현장을 가지고 있었다. iOS와 안드로이드의 앱 스토어는 지역별 구분이 있었기 때문에, 다른 지역에서 개발된 앱은 번역되거나 현지화되지 않으면 다른 지역에서는 일반적으로 사용할 수 없었다. 이 시기에 중요한 지역은 중국이었다. 다른 대부분의 시장과 달리, 중국 비디오 게임 산업은 경제 상황이 좋지 않아 2008년 이전에는 비교적 작았다. 중국 정부는 국가의 경제 복지를 개선하고 첨단 기술 교육 및 일자리를 도입하기 위해 노력했다. 그러나 컴퓨터 비용은 여전히 높았고 콘솔 수입은 어려웠기 때문에, 많은 사람들이 PC방을 이용했으며, 이는 MMO와 같은 무료 플레이 또는 구독 기반 게임의 등장을 촉발시켰다. 중국은 2008년에 5 Minutes가 개발한 해피 팜과 함께 소셜 네트워크 게임을 만든 것으로도 알려져 있는데, 이 게임은 팜빌의 직접적인 영감이 되었다.
애플은 2010년에 아이폰과 유사한 디자인 원리를 기반으로 한 태블릿 컴퓨터인 아이패드를 추가로 선보였다. 태블릿은 PDA의 후손으로서 이전에 존재했지만, 아이패드는 대량 시장 성공을 거둔 최초의 태블릿이었다. 아이패드의 성공 요인 중 하나는 iOS를 운영체제로 사용하여 앱 스토어의 모든 앱과 게임이 아이폰에서와 마찬가지로 아이패드에서도 작동하도록 보장했다는 것이다. 안드로이드 기반 휴대폰 제조업체들도 이후 몇 년 동안 자체 안드로이드 기반 태블릿 제품군으로 유사한 이분법을 만들었다. 모바일 게임 개발자들은 추가 작업 없이도 완전히 새로운 잠재 고객을 확보할 수 있었고, 다른 개발자들은 더 큰 화면 공간 덕분에 태블릿 기반 게임의 잠재력을 보았다. 이 게임들은 교육 목적으로 어린이를 대상으로 하거나, 손의 민첩성이 떨어져 작은 화면을 사용하기 어려운 노인들을 대상으로 할 수 있었다. 아마존은 2011년에 퀀타 컴퓨터와 함께 자체 아마존 파이어 태블릿을 처음 출시했으며, 이는 자체 맞춤형 안드로이드 버전을 사용하여 앱과 게임을 포함한 디지털 제품을 사용자에게 제공하는 수단이었다.

## 캔디크러쉬사가와 퍼즐앤드래곤: 프리미엄 모델 확립 (2012년–2014년)
앵그리버드나 컷 더 로프와 같은 캐주얼 게임들이 모바일 기기에서 성공을 거두고 있는 동안, 페이스북과 같은 소셜 네트워크 사이트의 발전된 웹 브라우저 기술을 사용한 새로운 개발은 무료 플레이 웹 게임과 소셜 네트워크 게임을 탄생시켰고, 이들은 일반적으로 호스팅 웹사이트의 광고로 지원되었다. 이러한 게임들 중 가장 주목할 만한 예시 중 하나는 2009년에 출시된 징가의 팜빌이다. 이 농장 관리 시뮬레이션 게임은 플레이어가 가상 농장에서 작물을 키우고 가축을 돌보게 하지만, 하루에 제한된 수의 행동만 허용되었다. 그러나 플레이어는 페이스북 친구들에게 추가 행동을 요청하고, 요청이 있을 때 추가 행동을 돌려줄 수 있었다. "타임랩스" 또는 "에너지" 게임플레이 메커니즘은 게임에 시간을 할애해야만 합리적인 진행이 가능했기 때문에 전통적인 게임 디자이너들로부터 크게 비판받았다. 그러나 이 게임은 2010년 2월까지 8천만 명 이상의 플레이어를 확보하며 크게 성공한 것으로 평가되었다.
징가의 팜빌 성공은 게이머들을 포털 사이트의 비소셜 브라우저 게임에서 멀어지게 했다. 그러한 포털 사이트 중 하나를 운영하던 킹은 이에 영향을 받아 자체 모델을 변경하여 포털 게임과 함께 작동하는 페이스북 게임을 통합하기로 결정했다. 킹이 이러한 접근 방식으로 제공한 최초의 게임 중 하나는 2011년 10월에 출시된 버블 위칭 사가였다. 버블 위칭 사가는 플레이어가 색깔 있는 구슬을 쏘아 같은 색깔의 구슬을 제거하는 오래된 게임인 퍼즐 보블과 유사한 메커니즘을 사용했다. 그러나 팜빌에서 나타났던 지루한 게임 플레이를 피하기 위해 킹은 "사가" 모델을 도입했다. 이 게임은 각 레벨이 효과적으로 퍼즐인 여러 레벨로 나뉘었다. 플레이어는 보드를 클리어하거나 다른 조건을 충족시키기 위해 여러 번의 턴(샷)을 가졌다. 이를 성공하면 계속할 수 있었지만, 그렇지 않으면 "생명" 하나를 잃었다. 이 생명은 실시간으로 재생되거나, 플레이어는 페이스북 친구들에게 무료 생명을 요청할 수 있었다. 따라서 이 게임은 플레이어가 매일 몇 분만 투자하면 되었다. 2012년 1월까지 버블 위칭 사가는 1천만 명 이상의 플레이어를 보유했으며 페이스북에서 가장 빠르게 성장하는 게임이었다. 킹은 2012년 4월까지 포털과 페이스북에 캔디크러쉬사가를 출시했는데, 이는 더 직접적인 타일 매칭 게임이었지만 동일한 "사가" 접근 방식을 사용하여 비슷한 성공을 거두었다.
이 게임들의 성공에 힘입어 킹은 이 타이틀로 모바일 게임 시장에 진출하기로 결정했으며, 포털 및 페이스북 버전과 동기화되는 iOS용 광고 지원 버전을 개발했다. 모바일용 버블 위칭 사가는 2012년 7월에 출시되었고, 캔디크러쉬사가는 2012년 10월에 출시되었다. 두 게임 모두 페이스북과 연동하여 친구들에게 생명을 요청할 수 있었지만, 생명을 완전히 회복하거나 특별한 파워업을 구매할 수 있는 인앱 구매 기능도 포함되었다. 그러나 이 게임은 돈을 지불하지 않고도 플레이할 수 있도록 설계되었으며, (2013년 9월 기준) 플레이어의 70%가 돈을 전혀 쓰지 않고도 게임의 마지막 레벨에 도달할 수 있었다. 캔디크러쉬사가는 더 인기 있는 게임으로 입증되었으며, 2013년 말까지 킹은 4억 명 이상의 새로운 게임 플레이어를 확보했으며, 광고 수익과 인앱 구매로 인해 수익이 2011년 US$6천2백만달러에서 US$18억8천만달러로 급증했다. 2013년 6월, 킹은 게임 내 광고를 제거하고 단순히 모바일 게임 버전이 인앱 구매를 통해 수익을 올릴 수 있도록 했다. 이 전략은 2014년 마지막 분기까지 킹이 3억 5천 6백만 명의 월간 순 이용자를 확보했으며, 그 중 830만 명만이 게임에 돈을 썼지만(2.3%), 월간 플레이어당 US$23.42달러 이상을 벌어들여 해당 분기에 걸쳐 게임 포트폴리오에서 US$5억 8천만달러 이상을 벌어들여 효과적인 것으로 입증되었다. 킹의 캔디크러쉬사가 성공은 이후 수많은 모바일 게임이 사용한 프리미엄 모델을 만들었다.
별도로, 일본에서는 개발사 겅호 온라인 엔터테인먼트가 2012년 2월에 일본에서 퍼즐앤드래곤을 처음 출시했다. 이 게임은 타일 매칭 게임으로, "몬스터" 팀을 강화하는 등 일부 롤플레잉 요소가 포함되어 있었다. 출시 당시 일본에서 가장 인기 있는 모바일 앱 중 하나는 카드 배틀 게임이었지만, 겅호는 그 공식을 개선할 수 있다고 믿었다. 캔디크러쉬사가와 마찬가지로, 이 게임은 재생 가능한 "스태미나"를 사용하여 플레이어가 연속으로 플레이할 수 있는 횟수를 제한했지만, 인앱 구매를 통해 스태미나를 즉시 회복하거나 다른 형태의 인게임 화폐를 얻을 수 있었다. 2013년 10월까지 이 게임은 일본에서 2천만 회(국민의 약 1/6) 이상, 북미에서 100만 회 이상 다운로드되었고, 하루에 약 US$375만달러를 벌어들이는 것으로 추정되었다. 이러한 수치에 대한 소식은 10월에 겅호의 주가 시가총액을 급등시켜 닌텐도의 약 US$151억달러를 능가하게 만들었고, 모바일 게임의 프리미엄 모델의 성공을 더욱 확고히 했다.
2013년, 애플은 중국에서 아이폰을 저렴하게 유통하는 계약을 체결할 수 있었다. 기능 세트와 컴퓨터에 비해 상대적으로 낮은 비용 때문에 아이폰은 많은 중국 거주자들에게 거의 보편적으로 사용되었다. 이는 특히 2013년~2014년 기간 동안 중국 내 모바일 게임 개발을 촉진했다. 이 게임들은 캔디크러쉬사가와 퍼즐앤드래곤에서 확립된 프리미엄 모델을 따랐으며, 수익 창출을 위해 광고와 인앱 구매를 혼합하여 사용했다. 중국 퍼블리셔와 개발자들은 정부의 미디어 감시로 인해 국내에서 출시할 수 있는 콘텐츠 유형에 제한을 받았지만, 모바일 앱 스토어에 게임을 출시하여 중국 외 지역, 특히 다른 동남아시아 국가나 가능하면 전 세계에 타이틀을 출시할 수 있었고, 이는 추가 수익을 창출하는 데 도움이 되었다. 이는 또한 텐센트와 완미세계와 같은 중국 내 대형 퍼블리셔들이 모바일 게임 개발을 위해 해외 자회사를 설립하거나 해외 기업을 자회사로 인수하는 결과를 낳았다.

## 클래시 오브 클랜과 대규모 다중 사용자 롤플레잉 경험 (2012년−2015년)
이와 같은 시기에 슈퍼셀은 2012년에 클래시 오브 클랜을 출시했다. 클래시 오브 클랜은 플레이어가 전투 클랜의 본부를 관리하면서 도시 관리와 타워 디펜스 요소를 핵심으로 하는 전략 게임이다. 기지를 유지하고 업그레이드하기 위한 자원을 얻기 위해 플레이어는 자신의 병력을 다른 플레이어의 기지를 공격하는 데 보낼 수 있으며, 이는 상대 플레이어의 병력이 컴퓨터에 의해 관리되는 비동기 방식으로 처리된다. 공격하는 플레이어가 승리하면 패배한 플레이어로부터 일부 자원을 훔치고, 패배한 플레이어는 다음에 게임에 접속할 때 이러한 손실을 알게 된다. 협력을 장려하기 위해 플레이어는 "클랜"에 가입하여 자동으로 공격하거나 방어하는 데 도움을 줄 수 있다. 클래시 오브 클랜은 캔디크러쉬사가 및 퍼즐앤드래곤과 유사한 인앱 구매를 통해 특정 건설 목표를 빠르게 달성할 수 있지만, MMO와 유사하게 사회적 참여에 크게 의존한다. 2014년 9월까지 이 앱은 하루에 US$515만달러를 벌어들이고 있었으며, 많은 사용자들이 출시 이후 수천 시간 동안 이 게임을 플레이했다고 보고했다. 슈퍼셀은 클래시 오브 클랜의 게임 플레이를 통해 캐주얼 게이머와 하드코어 게이머 모두를 끌어들일 수 있었던 것을 성공의 일부로 간주했다.
클래시 오브 클랜은 게임 오브 워: 파이어 에이지 및 엠파이어스 & 얼라이즈를 포함하여 시뮬레이션된 멀티플레이어 경험을 제공하는 수많은 다른 게임에 영감을 주었다. 이 게임들은 일반적으로 성공하기 위해 더 많은 시간 투자와 게임 규칙에 대한 더 깊은 이해를 요구했지만, 여전히 캐주얼하게 플레이할 수 있었다.
중국에서는 텐센트가 2015년에 왕자영요를 출시했고, 이 게임은 다른 시장으로 수출되면서 펜타스톰으로 리브랜딩되었다. 왕자영요/펜타스톰은 텐센트가 이전에 인수한 미국 회사인 라이엇 게임즈가 개발한 리그 오브 레전드의 멀티플레이어 온라인 배틀 아레나 유형의 게임 플레이를 기반으로 했다. 라이엇은 리그가 모바일 장치에서 복제될 수 없다고 믿었고, 이는 텐센트와 그 중국 스튜디오인 TiMi 스튜디오가 왕자영요를 개발하게 했다. 중국 내에서 이 게임은 일일 플레이어 5천만 명 이상을 기록하며 성공을 거두었고, 2016년에는 자체 E스포츠 리그를 탄생시켰다. 텐센트는 글로벌 출시 가능성을 보았지만, 게임의 강한 중국 신화를 펜타스톰으로 리브랜딩하면서 더 전통적인 판타지 캐릭터로 대체했다. 국제 출시와 함께 왕자영요와 펜타스톰은 2019년에 연간 수익 US$16억달러 이상을 기록하며 전체 모바일 게임 중 최고 수익을 기록하는 게임 중 하나로 남아 있다. 그리고 2020년에는 라이엇 게임즈가 리그 오브 레전드를 포함한 여러 게임의 모바일 버전을 다른 이름인 와일드 리프트로 출시했다.

## 길건너 친구들과 하이퍼 캐주얼 게임의 성장 (2014년–2015년)
2015년 초 무렵, 앱 스토어에 새로운 유형의 게임 앱이 등장했는데, 이는 하이퍼 캐주얼 게임이라고 불렸다. 이 시기의 주요 사례 중 하나는 힙스터 웨일의 길건너 친구들로 간주되지만, 2013년 닷기어즈의 플래피 버드와 같은 초기 게임들도 게임플레이에서 동일한 원리를 보여주었다. 하이퍼 캐주얼 게임은 작고 가벼운 다운로드, 단순한 그래픽, 극도로 단순한 규칙 세트를 사용하지만, 무한히 반복 플레이할 수 있다는 점에서 기존 앱 게임의 대부분과 차별화되었다. 길건너 친구들의 경우, 목표는 바쁜 도로의 차선을 가로질러 캐릭터를 최대한 멀리 이동하고 교통을 피하는 것으로, 프로거와 유사한 무한 게임이다. 거리와 수집된 코인에 따라 인게임 코인을 얻을 수 있으며, 이는 새로운 캐릭터를 잠금 해제하거나 파워업을 구매하는 데 사용될 수 있다. 인앱 구매를 통해 코인을 구매하거나 광고를 통해 코인을 얻을 수도 있다. 이 게임의 수익화 방식은 최근 몇 년간 인앱 구매가 얻었던 나쁜 평판을 피하기 위해 설계되었으며, 게임 플레이 시간을 늘리기보다는 새로운 캐릭터를 유인하여 플레이어가 돈을 쓰도록 유도했다. 출시 90일 이내에 이 앱은 5천만 명 이상의 사용자로부터 US$1천만달러를 벌어들였다.
다른 회사들도 곧 하이퍼 캐주얼 게임 시장에 진출했으며, 부두와 케첩 등이 길건너 친구들과 유사한 수익 모델을 가진 새로운 하이퍼 캐주얼 게임들을 출시했다. 종종 이러한 게임들은 다른 게임 플레이 개념의 축소 버전이거나 더 사소한 게임의 단순한 확장 버전이었다. 부두의 Paper.io는 스네이크의 리메이크였고, 이후의 Hole.io는 도넛 카운티의 더 단순한 버전이었다. 하이퍼 캐주얼 게임은 계속해서 인기를 얻고 있는데, 클래시 오브 클랜과 같은 타이틀에 비해 플레이어가 시작하기 쉽고, 일반적으로 개발이 훨씬 쉽고 저렴하며, 캔디크러쉬사가가 출시되었을 때만큼 모바일 게임 시장을 뒤흔들었다고 한다. 기존 스튜디오의 경우, 빠른 개발 시간을 통해 더 많은 실험적인 타이틀을 출시할 수 있었고, 플레이어들이 즐기는지 모니터링할 수 있었으며, 어떤 타이틀이 인기를 얻으면 더 많은 자원과 광고를 투입할 수 있었다.

## 포켓몬 GO와 위치 기반 게임 (2016년–2017년)

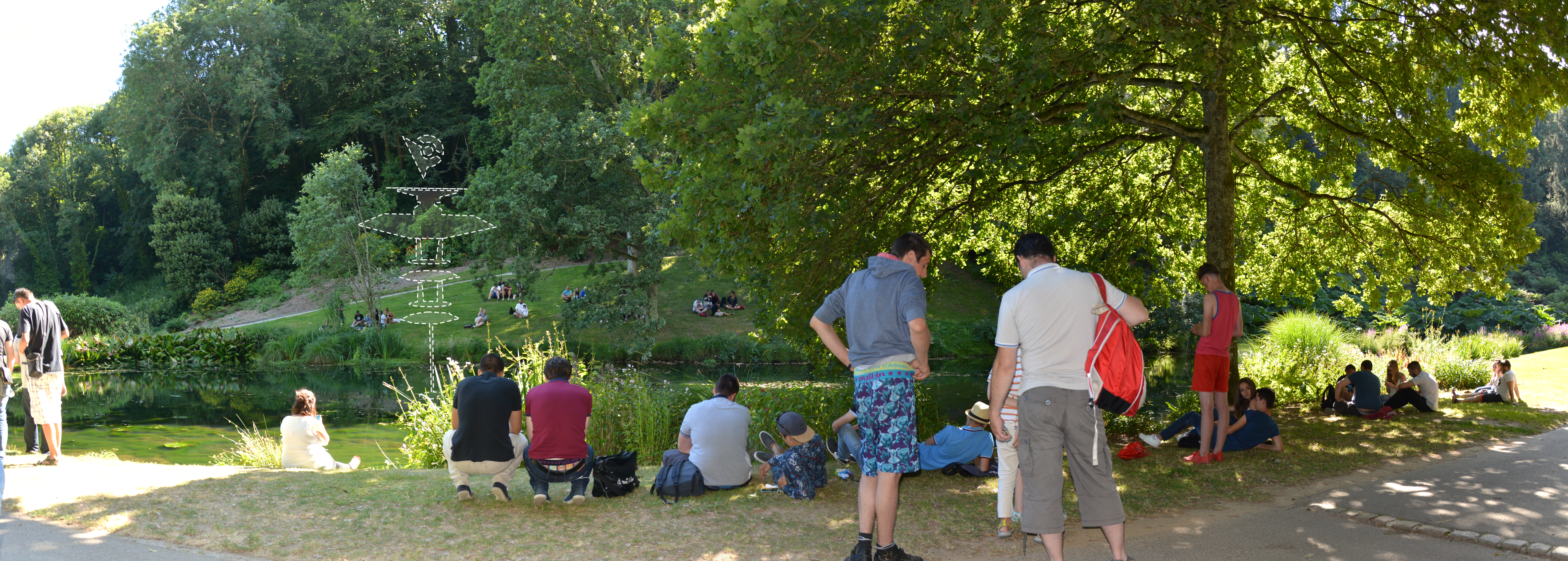
브레스트, 프랑스에서 포켓몬 GO를 플레이하며 가상 포켓몬 체육관에 모인 플레이어들

포켓몬 컴퍼니와 닌텐도의 라이선스를 받아 나이앤틱은 2016년 7월 모바일폰용 프리미엄 앱으로 포켓몬 GO를 출시했다. 이전 인그레스 타이틀로 위치 기반 게임을 경험한 나이앤틱은 휴대폰의 GPS를 사용하여 플레이어 근처의 스팟을 매핑하여 포켓몬을 찾고 포획할 수 있도록 했으며, 이 포켓몬을 가상 지역 포켓몬 체육관(역시 GPS 위치로 결정됨)에서 사용할 수 있도록 했다. 게임 내에서 포켓몬은 카메라 뷰 위에 증강 현실을 사용하여 플레이어에게 표시되어 플레이어가 포켓몬을 찾았음을 알고 포획에 참여할 수 있도록 했다. 인앱 구매를 통해 포켓몬을 잡는 데 사용되는 개선된 몬스터볼과 포켓몬을 돕는 기타 파워업 및 아이템을 구매할 수 있었다. 포켓몬 GO는 기록적인 수의 플레이어를 기록했으며, 출시 한 달 만에 초기 iOS 및 안드로이드 출시 모두 전 세계적으로 1억 명 이상의 플레이어를 기록했다. 이 게임은 2016년 8월까지 여러 이정표를 통해 기네스 세계 기록에 등재되었다. 이 게임은 몇 달 동안 "포켓몬 고 마니아" 또는 "포켓마니아"의 물결 속에서 문화적 현상이었지만, 나이앤틱 서버가 포켓몬 스팟과 체육관을 계획한 방식 때문에 사람들이 사유지와 현장으로 몰려드는 여러 사건으로 이어지기도 했다. 2017년 말까지 이 게임은 US$20억달러 이상의 수익을 올렸고, 매년 US$10억달러 이상을 계속 벌어들이고 있다.
포켓몬 GO가 모바일 장치용으로 출시된 최초의 위치 기반 게임은 아니지만, 이러한 게임이 작동하고 사용자가 인근 지역으로 이동하는 데 물리적 활동에 참여하도록 유도하는 근본적인 수익 모델을 확립했다. 또한 플레이어들이 종종 체육관에서 얼굴을 마주하고 상호 작용하기 때문에 사회적 상호 작용에 긍정적인 영향을 미치는 것으로 평가되었다. 이후 해리 포터: 마법사 연합 및 마인크래프트 어스를 포함하여 유사한 게임 플레이 및 수익 모델을 가진 인기 있는 지적 재산을 기반으로 한 다른 위치 기반 게임이 출시되었다.
비디오 게임 분석가들은 중국의 모바일 게임 성장에 부분적으로 기인하여 몇 년 동안 모바일 시장을 주시해 왔다. 시장 분석 회사들은 2016년에 모바일 게임의 전 세계 총 수익이 개인용 컴퓨터 또는 콘솔 게임을 처음으로 초과하여 약 US$380억달러를 기록했으며, 비디오 게임 시장에서 가장 빠르게 성장하는 부문 중 하나로 남아 있다고 밝혔다.

## 포트나이트와 크로스 플랫폼 플레이 (2018년–현재)
2017년 중반, 에픽게임즈는 3인칭 슈팅 게임인 포트나이트를 출시했는데, 이 게임은 포트나이트: 세이브 더 월드 구성 요소로 앞서 해보기 모델로 개인용 컴퓨터에 출시되었고, 그 후 2017년 9월에는 그 해 초에 출시된 플레이어언노운스 배틀그라운드의 성공을 바탕으로 배틀 로열 게임 장르의 독립형 포트나이트 배틀로얄 모드를 출시했다. 포트나이트 배틀로얄은 빠르게 인기를 얻어 에픽이 이 게임을 다른 시스템으로 포팅하게 되었고, 2018년 중반에는 모바일 장치로도 포팅되었다. 출시부터 모바일 버전의 게임은 컴퓨터 및 콘솔 버전과 크로스 플랫폼 플레이를 지원했으며, 모바일 게임을 직접적인 인터랙티브 크로스 플랫폼 플레이에 통합한 최초의 게임 중 하나였다. 2018년 6월까지 모든 플랫폼에 걸쳐 1억 2천 5백만 명 이상의 등록 플레이어가 있었다. 인게임 화폐를 구매하여 커스터마이징 옵션과 배틀 패스를 구매하는 것을 통해 얻은 수익은 2018년 7월까지 이 게임이 매일 US$1백만달러 이상의 수익을 올리게 했다. 이 게임의 주요 시청자층은 모바일폰으로 게임을 할 수 있는 어린 학령기 아동이며, 학부모와 교사들은 학교 안팎에서 이 게임이 학업에 미치는 영향에 대해 우려를 표명했다.
특히 에픽게임즈는 인게임 구매가 특정 스토어프론트를 통해서만 이루어져야 한다는 애플과 구글의 요구 사항에 이의를 제기했다. 2020년 8월, 에픽은 의도적으로 플레이어가 에픽에서 직접 구매할 수 있도록 하는 포트나이트 모바일 버전을 출시했다. 이 게임은 앱 스토어와 플레이 스토어에서 모두 철수되었고, 에픽은 이러한 관행이 독점 금지 위반이라고 주장하며 애플과 구글을 상대로 한 두 건의 소송을 제기했다. 이 소송은 2021년에 애플에 유리하게 판결되었지만, 판사는 애플의 반조종 정책(앱이 사용자에게 대체 결제 방식을 알리는 것을 방지하는 정책)이 여러 법률을 위반했으며, 회사가 앱이 그러한 시스템을 사용자에게 알리는 것을 허용하도록 요구했다.

## 게임 구독 서비스, 클라우드 게임, 인기 플레이어
애플은 2019년 9월 애플 아케이드를 출시했는데, 이는 iOS, macOS, Apple TV와 연동되었다. Xbox Game Pass와 비교할 때, 사용자들은 매월 일정액을 지불하여 엄선된 게임에 접속할 수 있으며, 새로운 게임은 주기적으로 서비스에 추가되고 다른 게임은 시간이 지남에 따라 제거된다. 이 서비스의 게임은 인게임 구매 옵션이나 광고가 없지만, 사용자가 게임을 구매하여 소유할 수 있도록 허용하며, 나중에 게임을 구매할 경우 아이클라우드 계정을 통해 진행 상황을 저장할 수 있다. 따라서 애플 아케이드의 게임은 소액 결제를 기반으로 하지 않는 전통적인 유료 게임과 더 유사한 경향이 있었다. 구글은 같은 달에 자체 구글 플레이 패스를 출시했지만, 이는 게임뿐만 아니라 일반 앱으로도 확장되었다.
별도로, 마이크로소프트와 구글 모두 클라우드 게임 서비스인 엑스박스 게임 패스 클라우드 게임과 스테이디어를 개발해 왔으며, 이를 통해 콘솔급 게임을 모바일폰을 포함한 다른 기기에서 실행하고 플레이할 수 있다. 현재 애플이 iOS 애플리케이션에 대해 제한을 두기 때문에, 이러한 클라우드 스트리밍 서비스는 안드로이드폰 및 기기만을 대상으로 한다.
2019년과 2020년의 코로나19 범유행은 전 세계 많은 사람들이 바이러스 전파를 막기 위해 자가 격리되거나 집에 머물도록 강요받았고, 비디오 게임은 인기 있는 여가 활동이 되었다. 센서 타워에 따르면 모바일 게임은 팬데믹의 결과로 수익이 크게 증가하여 2020년 2분기에는 전년 대비 40% 증가했다. 어몽 어스와 원신과 같은 모바일 친화적인 게임은 포트나이트 및 기타 모바일 타이틀과 함께 팬데믹 기간 동안 많은 플레이어 수를 기록했다.
모바일 게임 역사의 대부분 동안, 모바일 게임 퍼블리셔는 칠링고와 글루 모바일과 같은 이 분야에서 새로 생긴 퍼블리셔나 로비오와 킹과 같은 개발사 자체에서 나왔으며, 일렉트로닉 아츠, 액티비전, 유비소프트, 테이크투 인터랙티브와 같은 대형 AAA 퍼블리셔를 통해서는 나오지 않았다. 모바일이 유망한 공간임을 입증함에 따라, 이러한 AAA 퍼블리셔들은 자체적으로 모바일 퍼블리셔가 되거나 스튜디오를 인수하거나 모바일 퍼블리셔를 인수하는 방식으로 모델에 적응하기 시작했지만, 이러한 것들은 여전히 컴퓨터 및 콘솔 게임에 비해 부수적인 사업 모델로 여겨졌다. 유비소프트는 2021년 투자자 보고서에서 컴퓨터 및 콘솔 게임에 대한 의존도를 줄이고 모바일 게임에 더 강력하게 집중하겠다고 발표한 최초의 주요 AAA 퍼블리셔였으며, 2023년 회계연도까지 이러한 접근 방식으로 전환할 계획이었다.

## 같이 보기
- 아케이드 게임의 역사
- 온라인 게임의 역사
- 비디오 게임의 역사
- 플레이어 수 기준 가장 많이 플레이된 모바일 게임 목록